# James Arcene
James Arcene, (ur. ok. 1862, zm. 18 czerwca 1885 w Arkansas) – najmłodszy skazany na śmierć w USA i na całym kontynencie.
Był Indianinem z plemienia Czirokezów. W wieku 10 lat został skazany przez sąd federalny za udział we włamaniu i morderstwie, jednak udało mu się uciec. Ukrywał się do 23 roku życia. Został schwytany w 1885 r., a następnie powieszony za zbrodnię sprzed 13 lat.
Przypadek Jamesa Arcene bywa przytaczany w dyskusjach o karaniu śmiercią dzieci w Stanach Zjednoczonych, a także jako przykład nierównego traktowania Afroamerykanów i Indian w stosunku do białych.